# Hiroshi Okada (componist)
Hiroshi Okada (Japans: 岡田 宏 Okada Hiroshi) (Kamakura, 1962) is een Japans componist en muziekpedagoog.

## Levensloop
Okada studeerde compositie aan de Yokohama National Universiteit in Yokohama bij onder anderen Hiroyuki Yamamoto (Japans: 山本裕之). Zijn compositie Joy of Spirit werd bekroond met de "Shitaya Award" (Japans: 下谷賞). Tegenwoordig is hij als muziekpedagoog werkzaam.

## Composities (selectie)

### Werken voor harmonieorkest
- 2001 Remembrances (verplicht werk tijdens de All Japan Band Contest in 2002)
- Joy of Spirit

### Vocale muziek

#### Werken voor koor
- Flower Season , koraalsuite voor gemengd koor

#### Liederen
- The bird and me and tin, voor zangstem en piano

### Kamermuziek
- Sonate, voor dwarsfluit en piano

- Virtual International Authority File: 258816550